# 阿尔戈法
阿尔戈法（西班牙語：Algorfa）是西班牙巴伦西亚自治区阿利坎特省的一个市镇。总面积18km2，总人口1710人（2001年），人口密度95人/km2。

## 友好城市
- 法國 蒙桑普龙-利博斯